# Клэпхем, Аарон
Аарон Дэниел Клэпхем (англ. Aaron Daniel Clapham; 15 января 1987, Крайстчерч) — новозеландский футболист, полузащитник. Выступал за сборную Новой Зеландии.

## Клубная карьера
Футбольную карьеру Клэпхем в австралийском клубе «Данденонг Тандер», играющем в чемпионате штата Виктория. С 2009 года выступает за клуб чемпионата Новой Зеландии «Кентербери Юнайтед», в составе которого был признан лучшим игроком чемпионата Новой Зеландии 2009-10.

## Национальная сборная
Клэпхем выступал за молодёжную сборную Новой Зеландии, в том числе на молодёжном чемпионате мира 2007, с 2010 года привлекается во взрослую команду Новой Зеландии, в том числе был в заявке на чемпионате мира 2010, однако к настоящему времени дебют Клэпхема в составе сборной не состоялся.